# Villers-le-Rond
Villers-le-Rond település Franciaországban, Meurthe-et-Moselle megyében. Lakosainak száma 116 fő (2022. január 1.). Villers-le-Rond Charency-Vezin, Saint-Jean-lès-Longuyon, Flassigny, Marville és Velosnes községekkel határos.

## Népesség
A település népessége az elmúlt években az alábbi módon változott:
| Lakosok száma | 64   | 64   | 68   | 91   | 96   | 100  | 107  | 117  | 121  | 116  |
|               | 1968 | 1982 | 1990 | 2006 | 2013 | 2015 | 2017 | 2019 | 2020 | 2022 |